# Giro del Belvedere 2016
Il Giro del Belvedere 2016, settantottesima edizione della corsa, valida come evento dell'UCI Europe Tour 2016 categoria 1.2U, si svolse il 28 marzo 2016 su un percorso di 166,6 km con partenza ed arrivo da Villa di Villa. Fu vinto dallo svizzero Patrick Müller che terminò la gara in 3h48'15", alla media di 43,79 km/h, battendo l'italiano Nicola Bagioli e, a completare il podio, il croato Josip Rumac.
Accreditati alla partenza 195 ciclisti, dei quali 191 presero il via e soltanto 100 completarono la gara.

## Squadre partecipanti
Partecipano alla gara 40 formazioni, di cui quattro selezioni nazionali.
| N. | Cod. | Squadra                       |
| -- | ---- | ----------------------------- |
|    | AHB  | Axeon-Hagens Berman           |
|    | ALD  | Aldro Cycling Team            |
|    | AWT  | Klein Constantia              |
|    | AZT  | D'Amico-Bottecchia            |
|    | BCP  | Synergy Baku Cycling Project  |
|    | GBR  | Selezione britannica          |
|    | KRA  | Team Ringeriks-Kraft          |
|    | LTU  | Selezione lituana             |
|    | POL  | Selezione polacca             |
|    | RAR  | Radenska-Ljubljana            |
|    | RUS  | Selezione russa               |
|    | RWS  | Team Felbermayr-Simplon Wels  |
|    | TGC  | Team Giant-Scatto U23         |
|    | TIR  | Tirol Cycling Team            |
|    | TTF  | Team Virtu Pro-Veloconcept    |
|    | UNI  | Unieuro-Wilier                |
|    | VHS  | Norda-MG.Kvis Vega            |
|    | ZAP  | Zappi Racing Team             |
|    |      | BMC Development Team          |
|    |      | Cipollini Iseo Serrature Rime |

| N. | Cod. | Squadra                         |
| -- | ---- | ------------------------------- |
|    |      | Croford WGPA Cycling            |
|    |      | Cycling Team Friuli             |
|    |      | Cyclingteam Valcavasia          |
|    |      | Delio Gallina-Colosio-Eurofeed  |
|    |      | Fly Cycling Team                |
|    |      | Futura Team-Rosini              |
|    |      | Gaiaplast Bibanese              |
|    |      | GFDD Altopack                   |
|    |      | Hopplà-Petroli Firenze          |
|    |      | Lotto-Soudal U23                |
|    |      | Marchiol-San Michele Vetri      |
|    |      | Metalac Quick Kraljevo          |
|    |      | Sava                            |
|    |      | Selle Italia-Cieffe-Ursus       |
|    |      | Team Basso Bikes                |
|    |      | Team Colpack                    |
|    |      | Team Soligo Amarú Palazzago     |
|    |      | U.S. Fausto Coppi Gazzera Videa |
|    |      | Vejus-TMF-Cicli Magnum          |
|    |      | Zalf-Euromobil-Désirée-Fior     |

## Ordine d'arrivo (Top 10)
| Pos. | Corridore          | Squadra    | Tempo    |
| ---- | ------------------ | ---------- | -------- |
| 1    | Patrick Müller     | BMC Dev.   | 3h48'15" |
| 2    | Nicola Bagioli     | Zalf       | s.t.     |
| 3    | Josip Rumac        | Synergy B. | s.t.     |
| 4    | Andrea Marchi      | Palazzago  | s.t.     |
| 5    | Andrea Vendrame    | Zalf       | s.t.     |
| 6    | Seid Lizde         | Colpack    | s.t.     |
| 7    | Matteo Fabbro      | CT Friuli  | s.t.     |
| 8    | Tao Geoghegan Hart | Axeon      | s.t.     |
| 9    | Stefano Ippolito   | Palazzago  | s.t.     |
| 10   | Daniel Savini      | Hopplà     | s.t.     |